# Înaltă tensiune
Înaltă tensiune (titlu original: Haute Tension) este un film francez slasher din 2003 regizat de Alexandre Aja, scris de Aja și  Grégory Levasseur. Rolurile principale au fost interpretate de actorii Cécile de France, Maïwenn și Philippe Nahon. Filmul urmărește două studente care ajung la o fermă retrasă pentru a studia, unde sunt atacate la scurt timp de un criminal în serie.

## Distribuție
- Cécile de France - Marie
- Maïwenn - Alexia Soral
- Philippe Nahon - Ucigașul
- Andrei Finți - Daniel Soral, tatăl lui Alex
- Oana Pellea - Doamna Soral, mama lui Alex
- Franck Khalfoun - Jimmy
- Marco Claudiu Pascu - Tom Soral, frățiorul lui Alex